# Lédat
Lédat é uma comuna francesa na região administrativa da Nova Aquitânia, no departamento Lot-et-Garonne. Estende-se por uma área de 12,45 km². Em 2010 a comuna tinha 1 433 habitantes (densidade: 115,1 hab./km²).